# Capricho sentimental
Albums de Madredeus
Essência
(2012)
Capricho sentimental est le treizième album du groupe portugais Madredeus sorti le 30 octobre 2015 chez Sony Music au Portugal. 

## Titres de l'album
1. Existimos no céu – 6:23
2. Sei lá – 4:52
3. Águas passadas – 4:15
4. Ouve as ondas do mar – 6:03
5. Mil Segredos – 3:29
6. Às vezes vem a tristeza – 4:14
7. Ideal d'amor – 3:29
8. O Amor é sagrado – 4:50
9. Luz rosa poente – 3:11
10. Pérolas de sal – 4:10
11. A espiral – 5:59
12. A hora mais triste – 4:33
13. Depois de ti – 7:15
14. Na Lusitânia – 4:01

## Musiciens
- Beatriz Nunes : chant
- Pedro Ayres Magalhães : guitare classique
- Carlos Maria Trindade : synthétiseurs
- Ana Isabel Dias : harpe
- Luís Clode : violoncelle